# Nowy horyzont (album)
Nowy horyzont – pierwszy studyjny album grupy SBB, wydany w 1975. Płyta została wydana w 1975 roku przez Polskie Nagrania „Muza”. Wznowienie Metal Mind Productions z roku 2004 (box) oraz w formie DG CD z 2005 jest rozszerzone o cztery dodatkowe utwory. Okładkę projektował Kazimierz Hałajkiewicz. 

## Spis utworów
Album zawiera utwory:
Strona A
1. Na pierwszy ogień (muz. Józef Skrzek) – 4:20
2. Błysk  (muz. Józef Skrzek) – 3:27
3. Nowy horyzont (muz. Józef Skrzek) – 8:25
4. Ballada o pięciu głodnych (muz. Józef Skrzek, Anthimos Apostolis, Jerzy Piotrowski – sł. Julian Matej) – 3:59

Strona B
1. Wolność z nami (muz. Józef Skrzek, Anthimos Apostolis, Jerzy Piotrowski) – 19:56

Bonusy dodane do reedycji, wydanej nakładem Metal Mind Productions
1. Xeni (muz. J. Skrzek, A. Apostolis, J. Piotrowski) – 6:39
2. Penia (muz. J. Skrzek, A. Apostolis, J. Piotrowski) – 15:59
3. Dyskoteka (muz. J. Skrzek, A. Apostolis, J. Piotrowski) – 6:55
4. Na pierwszy ogień (muz. J. Skrzek) – 6:49

## Skład zespołu
Twórcami albumu są:
- Józef Skrzek – gitara basowa, fortepian, syntezator Davolisint, organy Hammonda, harmonijka, śpiew
- Antymos Apostolis – gitary
- Jerzy Piotrowski – perkusja